# Huélago
Huélago er en by og kommune i det sydøstlige Spanien i provinsen Granada. Den har et indbyggertal på 358 (2024) indbyggere.